# ジェニー・エルペンベック
ジェニー・エルペンベック（Jenny Erpenbeck、1967年5月12日 -）は、ドイツの小説家、劇作家、オペラ演出家。

## 経歴
ドイツ民主共和国東ベルリン出身。高校卒業後、2年間製本職人の徒弟（Berufsausbildung）となる。1988年にフンボルト大学ベルリンに入学し、演劇研究を学び、1990年にハンス・アイスラー音楽大学ベルリンに移り、音楽演劇の演出を学んだ。1993年にはバイロイト音楽祭で上演されたオペラ『トリスタンとイゾルデ』で、ハイナー・ミュラーの演出助手を務めた。1994年に大学を卒業し、グラーツのオペラハウスで助監督を務め、1997年からはドイツとオーストリアでオペラ演出家の傍ら作家として活動を開始し、主にアルノルト・シェーンベルクの『期待』、クラウディオ・モンテヴェルディの『オルフェオ (モンテヴェルディ)』、ヘンデルの『エイシスとガラテア』、モーツァルトの『Das Serail』などを手掛けた。2017年ストレーガ・エウロペオ賞、2024年国際ブッカー賞受賞。

## 日本語作品
- 『年老いた子どもの話』松永美穂訳、河出書房新社 2004年 ISBN 4-309-20400-7
- 『行く、行った、行ってしまった』浅井晶子訳、白水社 2021年 ISBN 978-4-560-09068-8

## 参照
- ジェニー・エルペンベックの著作およびジェニー・エルペンベックを主題とする文献 - ドイツ国立図書館の蔵書目録（ドイツ語）より。